# Суперкубок Китайской футбольной ассоциации 2025
Суперкубок Китайской футбольной ассоциации 2025 (кит. упр. 2025中国足球协会超级杯) — 20-й розыгрыш ежегодного футбольного турнира, разыгрываемого между победителем Китайской Суперлиги и обладателем Кубка футбольной ассоциации.
В данном розыгрыше встретились чемпион Суперлиги 2024 года «Шанхай Порт» и 2-е место Китайской Суперлиги года «Шанхай Шэньхуа».

## Матч
| Шанхай Порт           | 2-3 | Шанхай Шэньхуа                                       |
| --------------------- | --- | ---------------------------------------------------- |
| Габриэльзиньо 7′, 80′ |     | Ибрахим Амаду 67′ · Ю Нахао 90+4′ · Андре Луис 90+7′ |

| Шанхай Порт | Шанхай Шэньхуа |

| 1. |  |
|    |  |